# Förteckning över dramaproduktioner i SVT
Denna Förteckning över dramaproduktioner i SVT listar produktioner från SVT Drama (dramaserier). Notera att TV-teater inte ingår. För en förteckning över svensk TV-teater, se istället TV-teater i Sverige.

## Dramaserier

### 1950-tal
- 1959 – Åke och hans värld

### 1960-tal
- 1966 – Hemsöborna
- 1967 – Drottningens juvelsmycke
- 1968 – Bombi Bitt och jag
- 1968 – Markurells i Wadköping
- 1969 – Friställd
- 1969 – Håll polisen utanför

### 1970-tal
- 1970 – Röda rummet
- 1970 – Frida och hennes vän
- 1971 – I havsbandet
- 1971 – Hem till byn
- 1971 – Gustaf Vasas äventyr i Dalarna
- 1971 – Den byxlöse äventyraren
- 1972 – Ett resande teatersällskap
- 1972 – Nybyggarland
- 1972 – Snapphanepojken
- 1973 – Ett köpmanshus i skärgården
- 1973 – Din stund på jorden
- 1973 – Kvartetten som sprängdes
- 1973 – Någonstans i Sverige
- 1974 – Huset Silfvercronas gåta
- 1974 – De tre från Haparanda
- 1974 – Kvarteret Oron
- 1975 – Jorden runt på 80 dagar
- 1975 – Pojken med guldbyxorna
- 1976 – Raskens
- 1976 – En dåres försvarstal
- 1976 – A. P. Rosell, bankdirektör
- 1977 – Soldat med brutet gevär
- 1977 – Lära för livet
- 1978 – Hedebyborna
- 1978 – Drömmare på besök
- 1979 – Godnatt, jord
- 1979 – Mor gifter sig
- 1979 – Selambs

### 1980-tal
- 1981 – Babels hus
- 1981 – Charlotte Löwensköld och Anna Svärd
- 1981 – Drottning Kristina
- 1983 – Farmor och vår Herre
- 1984 – Träpatronerna
- 1985 – Rid i natt!
- 1985 – August Strindberg: Ett liv
- 1985 – August Palms äventyr
- 1986 – Gösta Berlings saga
- 1986 – Prästkappan
- 1987 – Ondskans år
- 1988 – Kråsnålen
- 1989 – Husbonden – piraten på Sandön

### 1990-tal
- 1992 – Kejsarn av Portugallien
- 1992 – Markisinnan de Sade
- 1993 – Chefen fru Ingeborg
- 1993 – Macklean
- 1996 – Torntuppen
- 1997 – Jerusalem
- 1998 – Längtans blåa blomma

### 2000-tal
- 2000 – Herr von Hancken
- 2001 – Fru Marianne
- 2001 – Gustav III:s äktenskap
- 2002 – Tusenbröder
- 2005 – Lasermannen
- 2005 – Lovisa och Carl Michael
- 2006 – Snapphanar
- 2007 – August
- 2007 – Upp till kamp
- 2008 – Selma

### 2010-tal
- 2012 – Hinsehäxan